# 泉城广场
泉城广场是位于中国山东省济南市市中心的大型公共广场。现已成为济南市的标志性建筑之一，广场中的大型雕塑「泉标」对泉城进行了抽象的诠释。

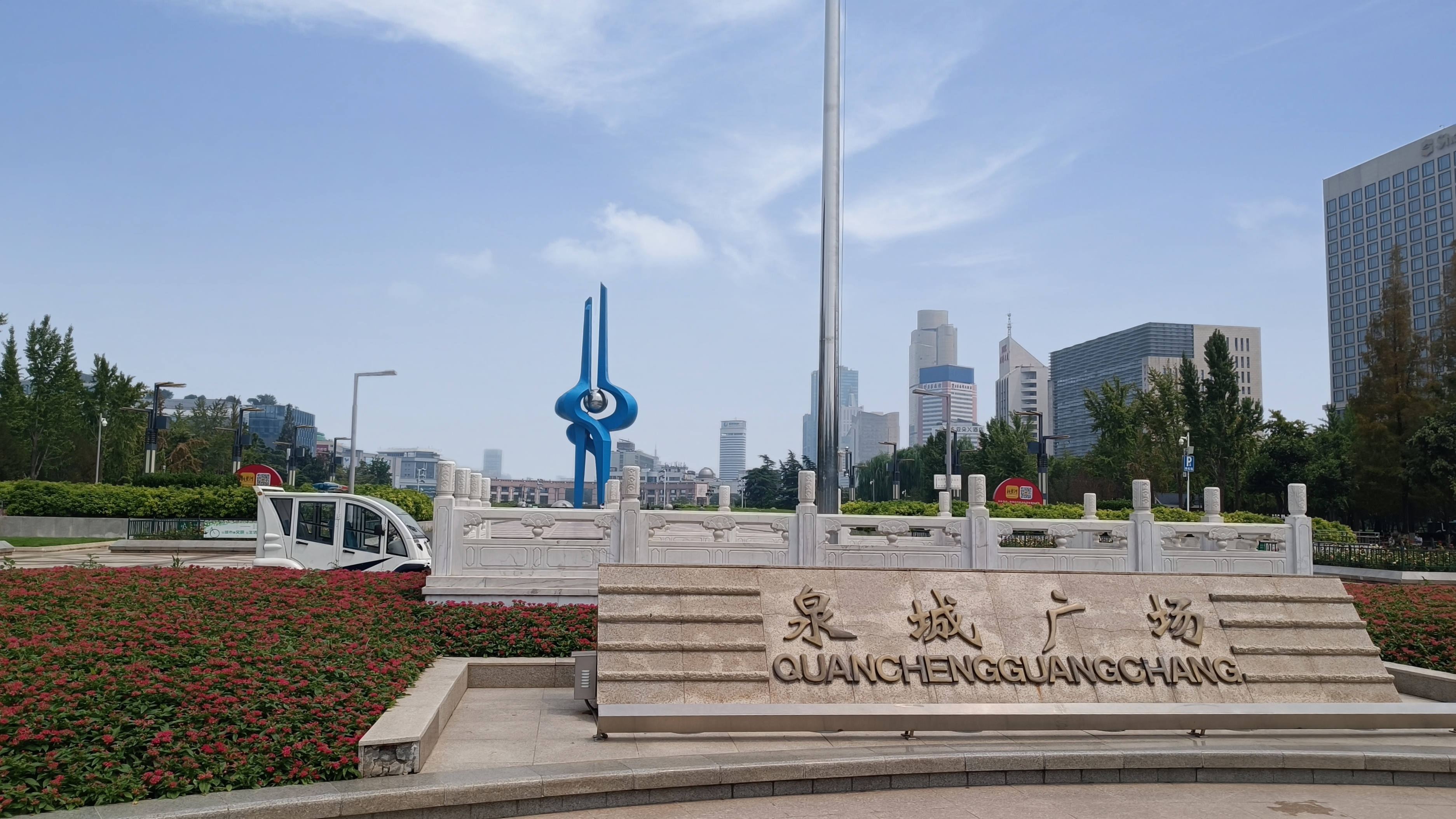
泉城广场

## 建设和布局

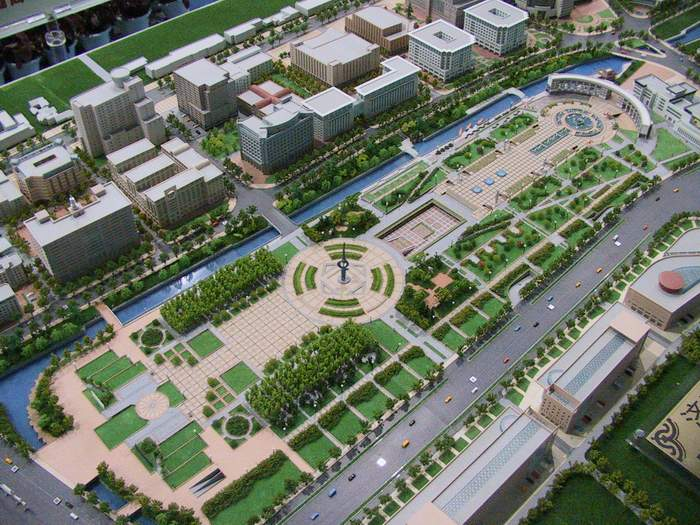
泉城广场规划

广场自1998年7月开工建设，1999年9月竣工，共投资人民币13亿元。
广场呈长方形，东西长约780米，南北宽约230米，占地16.7公顷。

### 主要组成部分
自西向东主要由趵突泉广场、济南名士林、泉标广场、下沉广场、颐天园与童乐园、滨河广场、四季花园、荷花音乐喷泉、文化长廊、科教文化中心、银座购物广场等部分组成。

### 周围环境
广场西部就是有天下第一泉之称的趵突泉公园。北面是南护城河和环城公园，黑虎泉泉群也位于这里。南面是繁华的泺源大街，东面是济南科技展览馆。

## 泉标

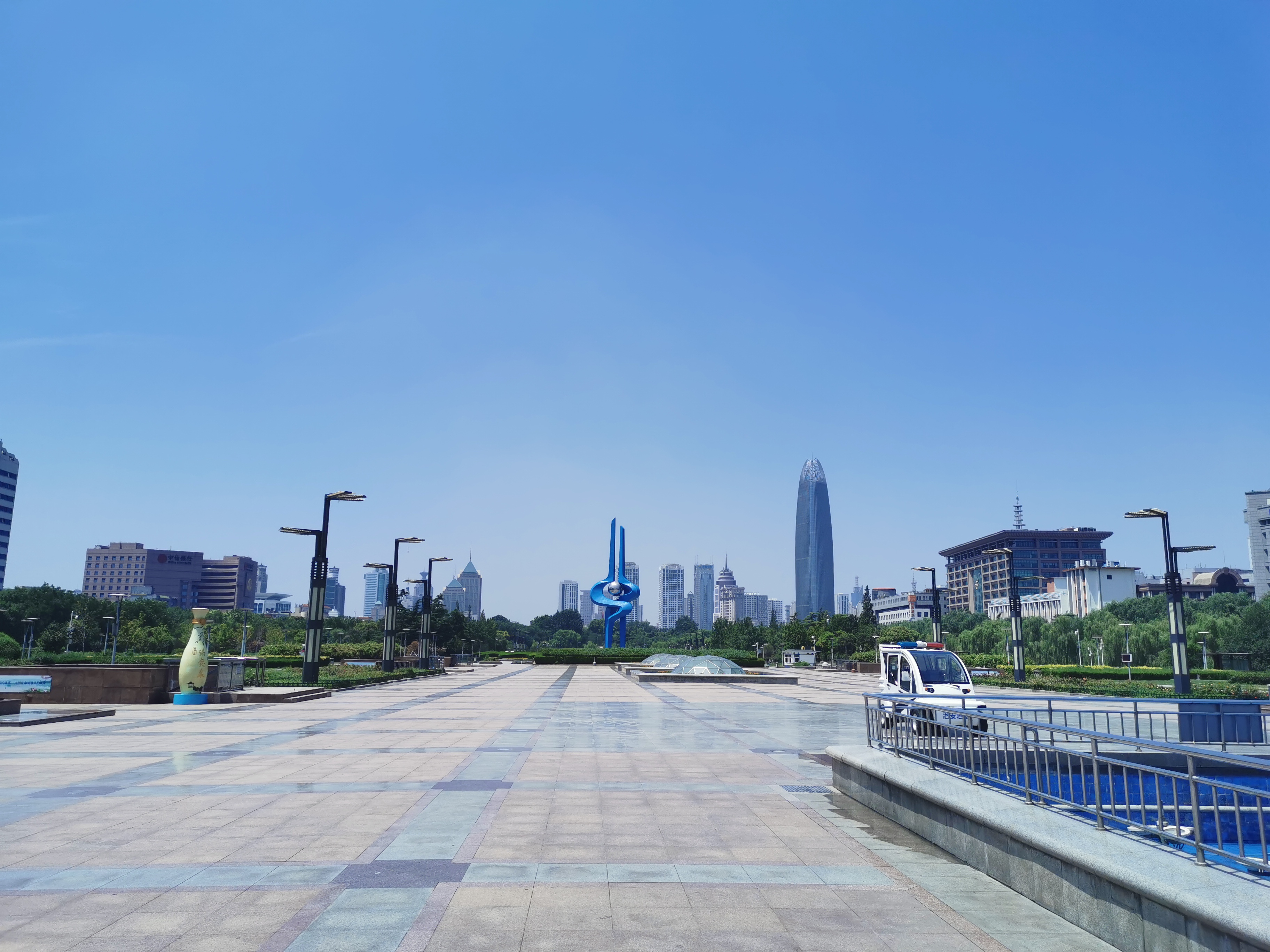
泉標位於泉城廣場正中心

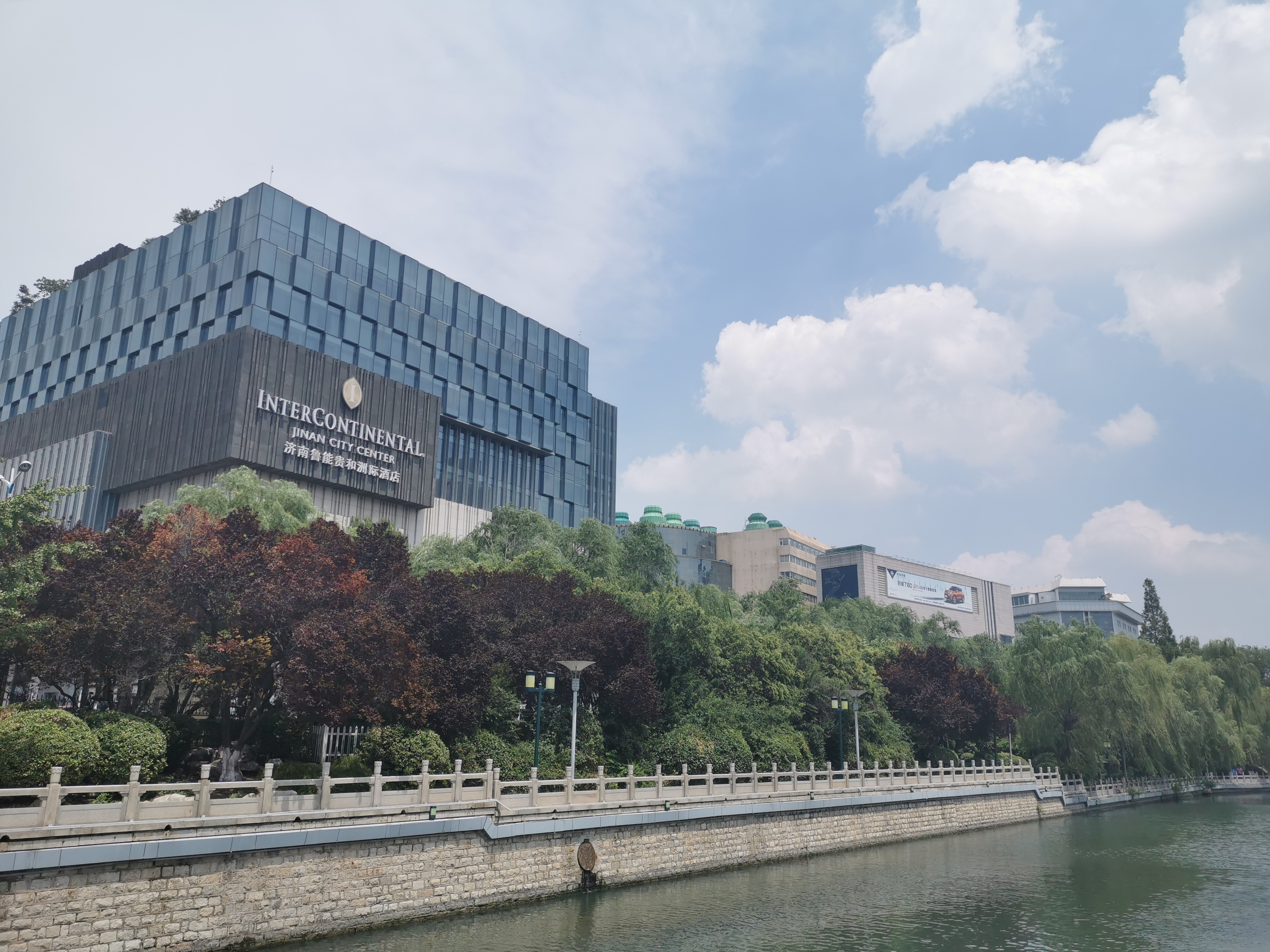
泉城廣場東北角

大型钢制异形曲杆主体雕塑《泉》高38米，重170吨，位于广场主轴上接近中心的位置上。它取篆书“泉”字形象，三股形似清泉的造型辗转上升，顶端三股泉水托起一颗巨大的珠子，代表泉水是济南的形象，是济南的生命，这与济南市市标的创意相和。
地面铺装图案源自史籍对城池的描述，并配置七十二股涌泉及四组泉群，代表济南是一座以泉水而文明的城市。泉标塑像和底下的城池寓意构成了“泉”“城”的整体印象。
凝固的“泉”与喷涌的泉自“城”中磅礴而起，表示全城济南有活力而又有文化底蕴。

## 人物长廊
历史人物长廊中树立着代表齐鲁文化和黄河流域文化的12座人物铜像，记载着悠远深厚的齐鲁文化渊源流长、博大精深。
长廊内设立12尊齐鲁大地上的历史文化名人雕塑，按照历史顺序分别是
- 大舜，著名君王，夏朝的缔造者，以治水闻名于世。
- 管仲，齐国明相，辅佐齐桓公成为春秋五霸之首。
- 孔丘，孔子，著名思想家，文学家，史学家，教育家，开创学校教育的先河，被尊为万世之师。
- 孙武，孙子，战国时期著名军事家，著有《孙子兵法》。
- 墨翟，墨子，春秋时期墨家思想创始人。
- 孟轲，孟子，孔子之后儒家思想的代表人物，是真正把儒家思想付诸实践的人。
- 诸葛亮，即诸葛孔明，三国时期蜀过丞相，著名军事谋略家，辅佐刘备登上皇位的关键人物之一。
- 王羲之，晋朝著名书法家，被后世尊为"书圣"。
- 贾思勰，宋朝著名农业学家，著作《齐民要术》。
- 李清照，宋朝著名女词人。
- 戚继光，明朝抗击倭寇名将，民族英雄。
- 蒲松龄，清朝文学家，古代著名鬼怪小说《聊斋志异》的作者。

这12位先圣是几十位齐鲁名人中经专家投票综合各种意见而精心挑选出来的，其中包括了思想家、政治家、教育家、军事家、文学家、书法家、农学家，都是对中华历史文化起到重要作用和影响的人物。
长廊南北两端和西立柱基上还镶嵌着14幅浮雕，名为“圣贤史迹图”。内容分别是东方曙光、舜耕历山、伯禽治鲁、太公封齐、管仲霸齐、晏婴谏君、孔子讲学、子贡货殖、孙子兵法、稷下争鸣、孟子游说、鲁班学艺、扁鹊行医、邹衍辩论，讲述的都是发生在齐鲁大地上的一段段脍炙人口的历史故事。

## 重大事件
- 2007年济南特大暴雨